# Caughnawaga
El Sitio de la aldea india Caughnawaga es un sitio arqueológico localizado al oeste de Fonda en el Condado Montgomery. El sitio fue descubierto en 1950 por Rev. Thomas Grassmann y hoy es el único pueblo completamente excavado de los indios iroqueses en el país. El sitio de la aldea Mohawk incluye las líneas generales de las 12 casas comunales y la empalizada que existían allí hace 300 años. Lo que separa a Caughnawaga de muchos lugares del pueblo en la zona es que está abierto al público. Esto significa que la gente puede venir a la zona y observar los cimientos de las casas Caughnawaga en persona. Está asentado en una colina sobre el museo Mohawk-Caughnawaga y la capilla santuario, conocido como el Kateri Tekakwitha y el Santuario Nacional Indio Mohawk Caughnawaga o el Santuario Nacional del Bendito Kateri Tekakwitha.
Fue incluido en el Registro Nacional de Lugares Históricos en 1973.

## Galería

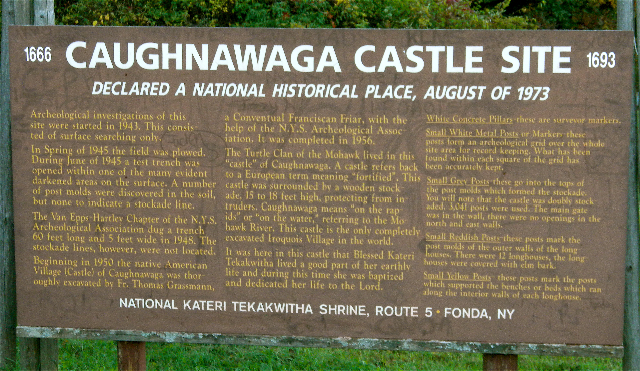
Cartel de Interpretación para el sitio Caughnawaga